# Armée unie anti-japonaise du Nord-Est
 (décembre 2014).
L'armée unie anti-japonaise du Nord-Est (chinois traditionnel : 東北抗日聯軍, coréen : 동북항일연군/동북항일련군) est la principale guérilla de résistance à l'occupant japonais après la conquête de la Mandchourie de 1931. Issue des branches mandchoues du Parti communiste chinois, elle perd cependant le contact avec le siège de Yan'an et commence à être soutenue par l'Internationale communiste. De nombreux communistes et activistes anti-japonais coréens fuient leur pays occupé par le Japon pour rejoindre les rangs de cette guérilla, le plus célèbre d'entre eux est Kim Il-sung, le premier président de la Corée du Nord.

## Histoire
Après la conquête japonaise de la Mandchourie en 1931, le parti communiste chinois organise des unités de guérilla et forme l'armée révolutionnaire populaire du Nord-Est. Malgré la désapprobation du parti, plusieurs membres rejoignent ou aident les armées de volontaires anti-japonaises qui combattent à la fois les forces japonaises et celles du nouveau Mandchoukouo.
En 1934, après la défaite des armées de volontaires, toutes les unités du parti communistes sont réorganisées au sein de l'armée unie anti-japonaise du Nord-Est, avec Zhao Shangzhi pour commandant-en-chef. Cette nouvelle force continue la lutte contre la pacification japonaise du Mandchoukouo. En 1935, le parti change officiellement de politique et commence la création d'un front uni en absorbant la plupart des forces anti-japonaises restantes en Mandchourie et les combattants résistants coréens comme Kim Il-sung. L'armée est organisée en trois armées : l'armée de la 1re route de Yang Jingyu, la 2e de Zhou Baozhong et la 3e de Li Zhaolin. Elle prétend alors compter 45 000 hommes.
Malgré plusieurs années de lutte, l'armée est progressivement décimée par la campagne de pacification des Japonais. Yang Jingyu meurt le 23 février 1940, et Zhao Shangzhi est tué en 1942, durant une campagne d'encerclement japonaise. Le reste de l'armée se replie en URSS où ses membres sont incorporés au sein de l'armée soviétique. En 1945, ils participent activement à l'invasion soviétique de la Mandchourie, avec Zhou Baozhong pour nouveau commandant. Plusieurs unités de l'armée du Mandchoukouo se rallient alors à eux.
Après la Seconde Guerre mondiale, la majeure partie de l'armée est incorporée dans l'armée populaire de libération de Chine pour participer à la guerre civile contre les nationalistes de Tchang Kaï-chek.

## Affiliation
Officiellement, cette armée était menée par le parti communiste chinois, mais dans les faits, elle ne lui rendait pas de compte directement en raison de l'éloignement géographique. Ses seuls contacts avec le siège du parti de Yan'an sont avec les représentants de l'Internationale communiste du parti, Kang Sheng et Wang Ming.
Les Japonais créent une zone de no man's land pour empêcher l'armée de la 8e route chinoise de s'infiltrer en Mandchourie.
La guérilla est soutenue et formée par l'URSS qui la prend en charge en prévision d'une future guerre possible contre le Japon. Leurs uniformes sont des copies de ceux de la Croix-Rouge soviétique.

## Composition
L'armée est un mélange de plusieurs milieux mais avec le même objectif : bouter les Japonais hors de Mandchourie. Ses membres sont des communistes, des étudiants, des paysans, d'anciens soldats du seigneur de guerre Zhang Xueliang, et même des bandits. Ces derniers jouent un rôle important en faisant bénéficier la troupe de leur connaissance des montagnes. La plupart des officiers supérieurs et moyens sont des membres du parti communistes, ce qui comprend des anciens chefs de bandits.

## Les Coréens dans l'armée

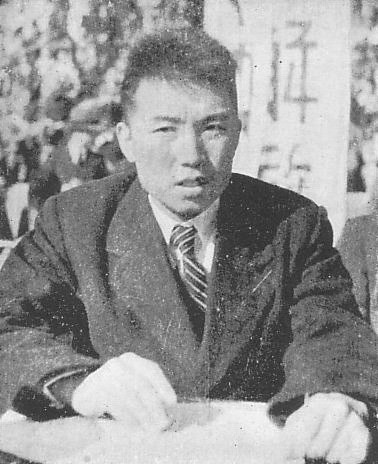
Kim Il-sung en 1946.

L'armée compte de nombreux Coréens qui viennent de la péninsule coréenne ou sont directement originaire de Mandchourie. En 1918, il n'y a officiellement aucune révolte armée contre la colonisation japonaise en Corée et beaucoup de Coréens choisissent de fuir en Mandchourie pour combattre l'empire du Japon. Deux des légendaires « huit filles sautant dans la rivière » sont des Sino-coréennes. Il s'agit d'une escadre féminine, dont les membres sont âgés de 13  à   23 ans. Après un long échange de tirs avec les forces japonaises largement supérieures en nombre, elles se suicident en se jetant dans une rivière.
Kim Il-sung est un officier supérieur de l'armée, renommé pour le raid de 1939 sur la ville de Bochonbo, qu'il occupe une journée avant de se replier poursuivi par des policiers japonais dont il se défait dans une embuscade. La presse coréenne de l'époque, comme Dong-a Ilbo, rapporte ses exploits et il est considéré en Corée comme le plus important meneur du mouvement anti-japonais. Après la guerre, certains des membres coréens de l'armée forment la première génération des chefs de Corée du Nord. Aux côtés de Kim Il-sung, An Gil, Kim Chaek, Choi Yong-Geon et Kang Geon, qui étaient également des officiers supérieurs de la guérilla, deviennent ensuite des personnages très importants de Corée du Nord.

## La retraite vers l'URSS

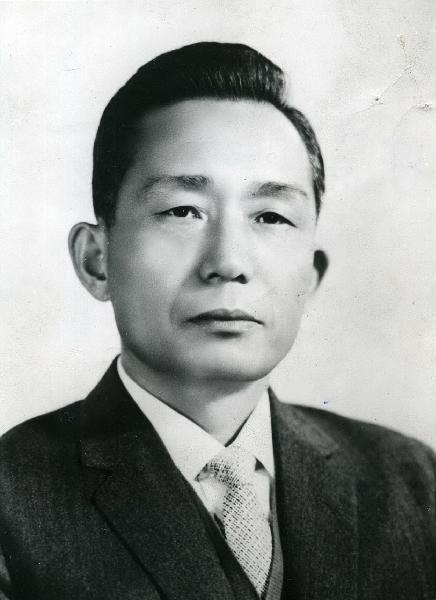
Park Chung-hee combat dans l'armée impériale du Mandchoukouo durant la guerre. Il renversa le gouvernement sud-coréen en 1961 et gouvernera le pays en dictateur jusqu'en 1979.

À l'apogée de l'activité de la guérilla, l'armée compte 10 000 hommes. Elle attaque les arrières de l'armée japonaise qui envahissent le territoire principal de la Chine. Les Japonais en viennent finalement à réaliser que cette guérilla est la principale menace contre leurs opérations en Chine. Ils mènent donc, avec l'armée impériale du Mandchoukouo, des opérations contre la guérilla à la fin des années 1930. Tout comme la guérilla, l'armée du Mandchoukouo compte des officiers coréens qui ont juré loyauté au Japon. Certains d'entre eux sont Park Chung-hee, Paik Sun-yup, et Chung Il-kwon, qui deviendront plus tard généraux dans l'armée de Corée du Sud et (après le coup d'État du 16 mai) de hauts responsables du gouvernement sud-coréen. L'armée du Mandchoukouo a de plus une unité spéciale, la Jiandao Teshedui (chinois : 間島特設隊, coréen : 간도특설대), composée principalement de Coréens, qui assume les combats les plus durs contre la guérilla.
La guérilla souffre beaucoup de la féroce offensive japonaise. La plupart de ses membres sont tués ou faits prisonniers. Les renseignements militaires japonais tentent de rallier ces prisonniers, par la torture comme par la corruption. Ces convertis assistent les Japonais dans les combats contre leurs anciens camarades. Dans son autobiographie, Segiwa Deobuleo (세기와 더불어), Kim Il-sung déclare que ces conversions d'anciens partenaires étaient plus douloureuses que les attaques japonaises ou que le rude climat de Mandchourie. Pour toutes ces raisons, la guérilla finit par ne plus être active en Mandchourie et se replie en URSS où elle est officiellement incorporée à l'armée soviétique en tant que 88e brigade internationale qui garde l'organisation de la guérilla. Les troupes restant en Mandchourie sont totalement décimées par les Japonais. Les autres restent en URSS jusqu'à la fin de la guerre. Après la reddition du Japon de 1945, Coréens et Chinois rentrent dans leurs pays respectifs où ils commencent des activités révolutionnaires.

## Attitudes actuelles de la république populaire de Chine et de Taïwan
L'armée unie anti-japonaise du Nord-Est est aujourd'hui admirée des deux côtés du détroit de Taïwan. En Chine continentale, cependant, cette armée est généralement considérée comme obéissante au parti communiste, tandis que les livres d'histoire de Taïwan se concentrent plutôt sur l'éloge des morts héroïques sans mentionner les relations de l'armée avec le parti communiste.
L'homme politique chinois, Peng Zhen, compare l'extrême souffrance de l'armée avec la Longue Marche.
Parmi les commandants légendaires de l'armée, comme Yang Jingyu et Zhao Shangzhi, une femme officier nommée Zhao Yiman (1905–1936) est également représentée en Chine comme symbole du salut national.